# Caldwell (New Jersey)
 For alternative betydninger, se Caldwell. (Se også artikler, som begynder med Caldwell)
Caldwell er et borough i det nordvestlige Essex County i New Jersey, cirka 16 mil udenfor New York. I 2000 boede der 7.584 mennesker i byen.
Grover Cleveland, den 22. og 24. amerikanske præsident, og eneste præsident til at tjene to separate perioder, blev født i Caldwell 18. marts 1837. Hans far, Rev. Richard Cleveland, var præst for den Første Presbyterianske Kirke. Grover Clevelands fødested — kirkens tidligere præstebolig — er nu et museum for offentligheden.

## Kendte bysbørn
Blandt kendte personligheder som bor eller har boet i Caldwell er:
- Alfred M. Best (1876-1958), aktuar som grundlagde A. M. Best Company, Inc. i 1899.[1]
- Grover Cleveland (1837-1908), 22. og 24. amerikanske præsident.[2]
- Frank Handlen (1916-), kunstner.[3]
- Kareem McKenzie (1979-), offensiv angriber for NFL's New York Giants.[4]
- Stuart Rabner (1960-), højesteretsdommer i New Jersey's højesteret.[5]

## Fodnoter
1. ↑  About the Founder of A.M. Best, A.M. Best. Hentet 16. oktober 2007. "Alfred M. Best was born in Caldwell, NJ, in 1876."
2. ↑  "Historical Sites in New Jersey", The New York Times, 30. september 2007. Hentet 16. oktober 2007.
3. ↑  BIOGRAPHY for Frank Handlen, AskART. Hentet 24. oktober 2007.
4. ↑  Kareem McKenzie player profile Arkiveret 3. februar 2008 hos  Wayback Machine, National Football League Players Association. Hentet 23. juli 2007.
5. ↑  Corzine Nominates Stuart Rabner to Serve as Attorney General, pressemeddelelse udsendt 24. august 2006